# Advanced Crew Escape Suit

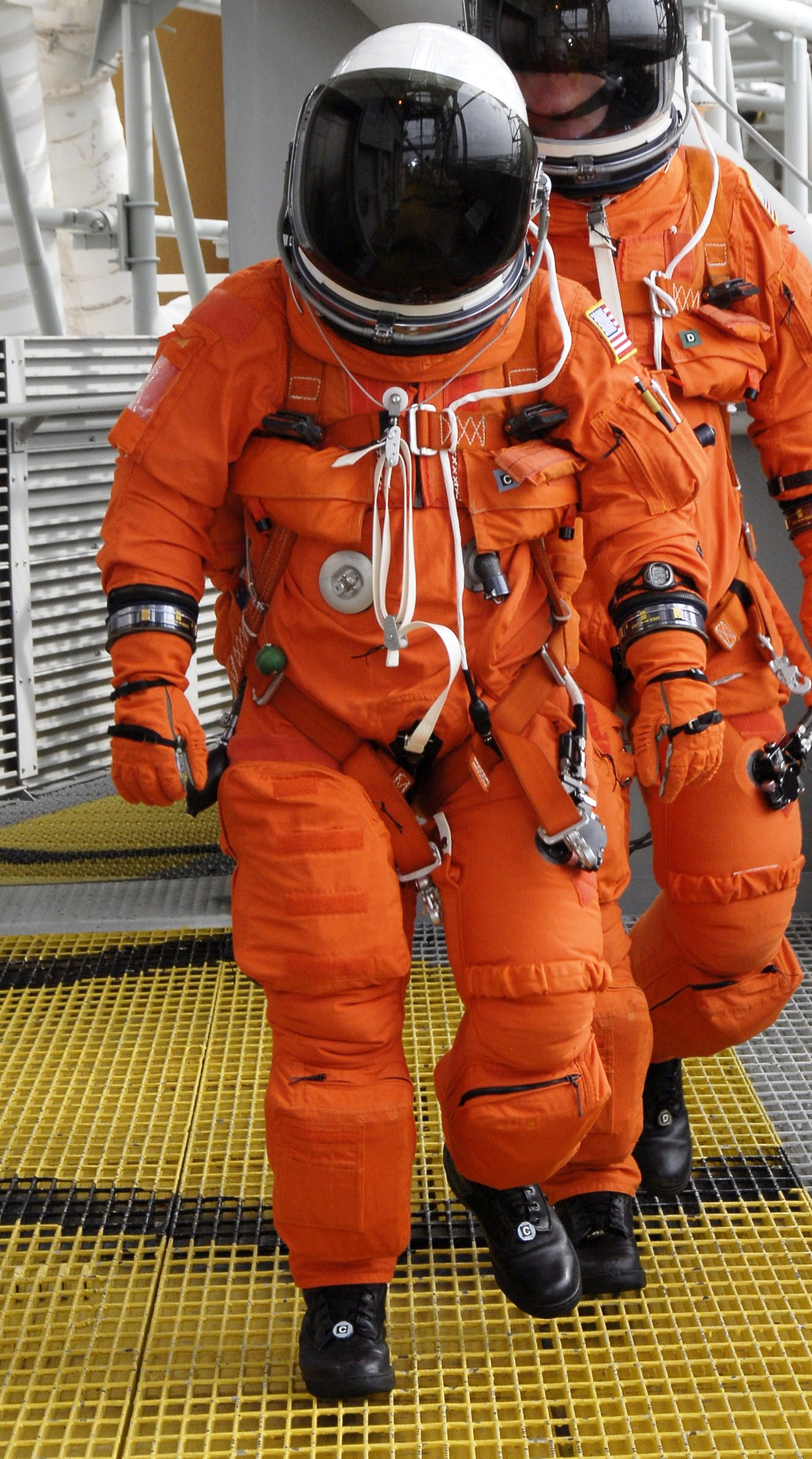
ACES

Advanced Crew Escape Suit (ACES) lub potocznie "kostium-dynia" – skafander kosmiczny do aktywności wewnątrzpojazdowej używany przez NASA na pokładzie promów kosmicznych od 1994 do 2011 roku (misje od STS-65 do STS-135). Pod względem konstrukcyjnym jest on podobny do kombinezonów używanych przez pilotów samolotów Lockheed SR-71 Blackbird, Lockheed U-2 i North American X-15, a także kombinezonów typu Launch Entry Suit (od tego modelu przejęte barwy) używanych na promach kosmicznych od 1988 do 1998 (misje od STS-26 do STS-88). Jak sama nazwa wskazuje, kombinezon był wyposażony w zestaw ratunkowy, który np. mógł zapewnić w przypadku awarii na promie bezpieczny skok ze spadochronem.

## Dane techniczne
Nazwa: Advanced Crew Escape Suit (S1035)
Konstrukcja bazowa: USAF Model S1034, Launch Entry Suit
Producent: David Clark Company
Misje: Od STS-64 do STS-135
Funkcja: Aktywność wewnątrzpojazdowa (IVA)
Ciśnienie operacyjne: 24,1 kPa
Masa kombinezonu: 12,7 kg
Masa wyposażenia ratunkowego: 29 kg
Masa całkowita: 41,7 kg
Wysokość użyteczna: 30 km
Główny zapas tlenu: dostarczany przez pojazd
Rezerwowy zapas tlenu: 10 minut